# Propen
Propen, propylen, är ett kolväte med formeln C3H6. Propen innehåller en dubbelbindning och är alltså en alken.

## Egenskaper
Propen är ett gasformigt, omättat alifatiskt kolväte med kokpunkt -48 °C.
Propen har en högre densitet och kokpunkt än eten på grund av dess större massa. Den har en något lägre kokpunkt än propan och är därför mer flyktig. Den saknar starkt polära bindningar, men molekylen har ett litet dipolmoment på grund av dess minskade symmetri.

## Förekomst och framställning
Propen finns i naturen och är en biprodukt av vegetation och jäsningsprocesser. Den 30 september 2013 meddelade NASA att rymdsonden Cassini, en del av Cassini-Huygens uppdrag, hade upptäckt små mängder av naturligt förekommande propen i Titans atmosfär med hjälp av spektroskopi.
Propen bildas i stora mängder vid krackning av petroleum.

## Användning
Propen och eten har ungefär samma egenskaper och används vid framställning av polypropen och alkoholer. Av propen tillverkas isopropanol, fenol, aceton, glycerin, akrylonitril m. m.